# Junkers J 3
Die Junkers J 3 war ein einsitziges, experimentelles Jagdflugzeug in Ganzmetallbauweise, bei dem Hugo Junkers 1916 erstmals die Verwendung von Duraluminium als Werkstoff vorsah, um die Ganzmetallkonstruktion gewichtsmäßig zu reduzieren.

## Entwicklung
Ein gravierender Nachteil der beiden ersten Junkers-Konstruktionen Junkers J 1 und Junkers J 2 bestand im hohen Gewicht der Gesamtkonstruktion, die aus schweren Eisenblechen und -rohren bestand. Aus Sicht der Inspektion der Fliegertruppen (IdFlieg) waren Ganzmetallflugzeuge daher lediglich als langsame Erdkampfflugzeuge und Beobachter brauchbar, nicht aber im schnellen und wendigen Luftkampf als Jagdflugzeug. Mit der Junkers J3 wollte Hugo Junkers den Nachweis führen, dass Ganzmetallflugzeuge auch für den Luftkampf geeignet seien. Er beauftragte seinen Entwicklungsleiter Otto Mader in der Forschungsanstalt Dessau im April 1916 mit der Entwicklung eines kleinen einsitzigen Experimentalflugzeugs in Ganzmetallbauweise, dass die Anforderungen an Steigleistungen und Wendigkeit von Jagdflugzeugen erfüllen konnte. Junkers schlug dazu die Verwendung des seit 1909 in den Dürener Metallwerken hergestellten Duraluminiums vor, dass seit einiger Zeit in ausreichender Menge zur Verfügung stand und eine Gewichtsreduzierung von 60 % gegenüber einer konventionellen Eisenkonstruktion versprach. Die geringere Festigkeit von Duraluminium war über die Konstruktion auszugleichen, die Mader gemeinsam mit Reuter und Franz Brandenburg entwarf. Parallel zur Entwicklung der Junkers J 3 untersuchte Steudel die produktionsseitigen Verfahren bei der Anwendung von Duraluminium, da die aus dem Stahl- und Eisenbau bekannten Methoden, wie z. B. Schweißungen, auf den Leichtbau nicht übertragbar waren.

## Konstruktion
Mader sah zwei verschiedene Varianten der J 3 vor. Die J 3-I sollte ein einsitziges Jagdflugzeug werden, während die zweisitzige J 3-II als Schlachtflugzeug zum Einsatz kommen sollte. Eine Besonderheit der Konstruktion war die Verwendung von Wellblechen als selbsttragende Beplankung. Damit sollte die geringere Festigkeit der Duraluminium-Bleche kompensiert werden. Die darunterliegende Duraluminium-Rohrkonstruktion wurde an kritischen Konstruktionsstellen in Stahl ausgeführt. Anstelle des Mercedes-D-III-Motors sollte der leichtere Oberursel-UIII-Umlaufmotor zum Einsatz kommen. Ebenfalls neu beim Entwurf der J 3 war die Dreiteilung des Flügels, bestehend aus einem, in den Rumpf integrierten Flügelmittelstück und jeweils einer rechten und linken Außenfläche. Die Außenflächen wurden an das Flügelmittelstück über Kugelverschraubungen befestigt. Der Vorteil dieser Kugelverschraubungen bestand in der Austauschbarkeit der Außenflügel. Die Kugelverschraubungen der Tragflächen fanden sich in den zwanziger Jahren bei fast allen Junkers-Entwicklungen wieder. Da die Schweißtechnik bei der Verwendung von Leichtmetallen nicht ohne weiteres anwendbar war, wurde bei der J 3 die später im Flugzeugbau allgemein verwendete Nietbauweise für Bauteilverbindungen eingesetzt.

## Prototypenbau
Die Entwicklung und der Prototypenbau erfolgte ohne jeglichen Auftrag der IdFlieg und wurde komplett auf eigene Kosten und eigenes Risiko der Junkers & Co. betrieben. Im Vorfeld des eigentlichen J 3-Prototypenbaus wurde zunächst ein Tragflügel aus Duraluminium hergestellt, der umfangreichen Belastungstests unterzogen wurde. Durch Verwendung von Duraluminium statt Eisen konnte das Gewicht der Flügelkonstruktion um ein Drittel reduziert werden. Da das bei der J 1 und J 2 verwendete Schweißverfahren bei der J 3 durch Nietverbindungen ersetzt werden sollte, wurde in der Werkstatt umfangreich an Nietverfahren im Vorfeld des eigentlichen Flugzeugbaus experimentiert. Dabei entstanden erstmals auch Großvorrichtungen, sogenannte „Baulehren“, die die Herstellung maßgenauer Flügel für einen späteren J 3-Serienbau sicherstellen sollten.
Die Bauarbeiten an der einsitzigen Junkers J 3-I begannen im Sommer 1916. Bis zum Herbst 1916 war das komplette Rohrgerüst und die Wellblechbeplankung der Tragflügel bereits fertiggestellt. Fehlende Finanzmittel und der sich abzeichnende IdFlieg-Auftrag für die Junkers J 4 zwangen Hugo Junkers im Oktober 1916 zur Einstellung der Arbeiten an der halbfertigen J 3. Mader, Brandenburg und Steudel widmeten sich ab November 1916 der Konstruktion der Junkers J 4, bei der ebenfalls auf Duraluminium als Werkstoff zurückgegriffen wurde und die statt der J 3 später das erste Ganzmetallflugzeug in Leichtbauweise wurde.
Hugo Junkers war an der Entwicklung der J 4 nur geringfügig beteiligt. Nachdem mit dem Entwurf der J 3 der rechnerische Nachweis erbracht wurde, dass die Verwendung von Duraluminium zu deutlich leichteren Ganzmetallflugzeugen führen würde, widmete sich Hugo Junkers weiteren Entwürfen von Jagdflugzeugen, die von der J 3 über die Junkers J 5- und Junkers J 6-Entwürfe schließlich zum ersten Prototypen eines Ganzmetalljagdflugzeugs in Form der Junkers J 7 führte. Die nicht über das Entwurfsstadium hinausgekommene, zweisitzige Variante J 3-II war der Ausgangsentwurf für die späteren, zweisitzigen Kampfflugzeuge Junkers J 8 und Junkers J 10.

## Bedeutung
Obwohl die Junkers J 3 nicht fertiggestellt wurde, wurden mit dem Bau des Prototyps die entscheidenden Grundlagen für den künftigen Leichtflugzeugbau gelegt. Aus ihrer Entwicklung resultierten die künftigen Nietverfahren im Flugzeugbau, der Vorrichtungsbau und die grundlegenden Auslegungskriterien für Leichtmetallflugzeuge.
Zahlreiche Auslegungselemente der J 3, wie Kugelverschraubungen, Wellbleche und freitragende Beplankung blieben in den Junkers-Entwürfen der zwanziger Jahre bis zur Junkers Ju 52 bestimmende Merkmale der Junkers-Konstruktionen.
Die Junkers J 3 war die erste Konstruktion eines Leichtmetallflugzeugs weltweit.

## Technische Daten
| Kenngröße             | Daten J3-I                  | Daten J3-II |
| --------------------- | --------------------------- | ----------- |
| Besatzung             | 1                           | 2           |
| Länge                 | 7,70 m                      | 8,40 m      |
| Spannweite            | 13,00 m                     | 15,00 m     |
| Höhe                  | 3,10 m                      |             |
| Flügelfläche          | 21,00 m²                    |             |
| Flügelstreckung       | 8,0                         |             |
| Leermasse             | 518 kg                      |             |
| Startmasse            | 770 kg                      |             |
| Höchstgeschwindigkeit | 190 km/h                    |             |
| Steigzeit auf 2000 m  | 4 min                       |             |
| Dienstgipfelhöhe      | 6480 m                      |             |
| Reichweite            | 170 km                      |             |
| Triebwerk             | 1 × Oberursel U III, 114 kW |             |

Quellen: 

## Verbleib
Die halbfertige Junkers J 3 wurde nach Einstellung der Arbeiten im Oktober 1916 mit der Junkers J 1 und mehreren Junkers J 2 in Dessau eingelagert. Mitte der zwanziger Jahre wurden diese Flugzeuge in die neu entstehende Junkers-Lehrschau gebracht, um dort die frühe Phase des Ganzmetallflugzeugbaus zu dokumentieren. Die Junkers J 3 war bis zum Kriegsende Bestandteil der Junkers-Lehrschau. Einige Quellen berichten davon, dass die J 3 bei einer Bombardierung der Junkers-Werke zerstört wurde. Andere Quellen berichten von einem Abtransport der Lehrschau durch die US-Amerikaner vor der Räumung Dessaus. Die Spur des weltweit ersten, nutzbaren Leichtmetallflugzeug-Entwurfs und Prototypen verliert sich damit gegen Ende des Zweiten Weltkriegs.